# 尼加拉瓜革命
尼加拉瓜革命（西班牙語：Revolución Nicaragüense），又称桑地诺人民革命（Revolución Popular Sandinista）或桑地诺革命（Revolución Sandinista），是1961年－1990年发生在尼加拉瓜的革命运动。
1937年，索摩查家族开始在尼加拉瓜实行独裁统治。1961年，卡洛斯·丰塞卡创建桑地诺民族解放阵线（桑解阵），积极反对索摩查家族政权。1978年初，因抗议索摩查家族政权杀害反对派领导人莫罗，爆发了全国性反对索摩查独裁统治的浪潮。1979年7月，桑解阵武装推翻索摩查家族的独裁统治，建立以丹尼尔·奥尔特加为首的国家重建军政府（1985年1月，过渡为民选政府）。桑解阵执政后，实行经济改革和文化革命。此后，由于美国支持右翼势力“康特拉”反对得到苏联援助的桑解阵政府，尼加拉瓜政局持续动荡，最终演变成代理人战争。1989年，内战双方签订《特拉协议》，结束战争，并筹备有各方势力参加的大选。1990年2月，全国反对派联盟在大选中击败桑解阵，桑解阵政权垮台，革命结束。